# Edraianthus dinaricus
Edraianthus dinaricus là loài thực vật có hoa trong họ Hoa chuông. Loài này được (A.Kern.) Wettst. mô tả khoa học đầu tiên năm 1887.